# The Saxifrage Magazine
The Saxifrage Magazine (abreviado Saxifrage Mag.) es una revista científica con ilustraciones y descripciones botánicas que es publicada como Journal of the Saxifrage Society desde el año 1993.